# Sylvicanthon candezei
Sylvicanthon candezei är en skalbaggsart som beskrevs av Edgar von Harold 1869. Sylvicanthon candezei ingår i släktet Sylvicanthon och familjen bladhorningar. Inga underarter finns listade i Catalogue of Life.